# Leuctra boreoni
Leuctra boreoni är en bäcksländeart som beskrevs av Aubert 1962. Leuctra boreoni ingår i släktet Leuctra och familjen smalbäcksländor. Inga underarter finns listade i Catalogue of Life.